# Lars-Henrik Undeland
Lars-Henrik Undeland, född den 5 juli 1954 i Göteborgs S:t Pauli församling, är en svensk orienterare som blev nordisk mästare i stafett 1977 och tog brons i stafett vid NM 1975. Han tog silver i stafett vid VM 1981.